# John Wanjau
John Wanjau est un boxeur kényan né le 3 juin 1958.

## Carrière
John Wanjau est médaillé d'or aux championnats d'Afrique de Kampala en 1983 dans la catégorie des poids plumes.
Aux Jeux olympiques d'été de 1984 à Los Angeles, il est éliminé en quarts de finale dans la catégorie des poids plumes par l'Américain Meldrick Taylor.
Il est ensuite médaillé d'or aux Jeux africains de Nairobi en 1987 dans la catégorie des poids plumes.
Aux Jeux olympiques d'été de 1988 à Séoul, il est éliminé au deuxième tour dans la catégorie des poids plumes par le Néerlandais Regilio Tuur.